# Леополдина фон Баден
Леополдина Вилхелмина Паулина Амалия Максимилиана фон Баден (на немски: Leopoldine Wilhelmine Pauline Amelie Maximilienne Prinzessin von Baden; * 22 февруари 1837, Карлсруе; † 23 декември 1903, Страсбург) от протестантската „Ернестинска линия Баден-Дурлах“ от фамилията Дом Баден (Церинги), е принцеса от Баден и чрез женитба княгиня на Хоенлое-Лангенбург.

## Биография
Тя е най-малката дъщеря на маркграф Вилхелм фон Баден (1792 – 1859) и съпругата му херцогиня Елизабет Александрина фон Вюртемберг (1802 – 1864), дъщеря на принц Лудвиг фон Вюртемберг (1756 – 1817) и втората му съпруга принцеса Хенриета фон Насау-Вайлбург (1780 – 1857).  Майка ѝ Елизабет фон Вюртемберг е племенница на Фридрих I (1754 – 1816), първият крал на Вюртемберг, на Мария Фьодоровна (1759 – 1828), съпруга на руския император Павел I, и на Елизабет (1767 – 1790), съпруга на император Франц II (1768 – 1835). Тя е роднина и на Мария фон Тек, бабата на британската кралица Елизабет II.
Сестра ѝ София фон Баден (1834 – 1904) е омъжена на 9 ноември 1858 г. в Карлсруе за княз Волдемар фон Липе (1824 – 1895).
Леополдина фон Баден е наградена през 1871 г. с „Олга-ордена“.
Умира на 23 декември 1903 г. в Страсбург на 66 години след дълго боледуване. Погребана е във фамилното гробище в Лангенбург.

## Фамилия
Леополдина фон Баден се омъжва на 24 септември 1862 г. в Карлсруе за княз Херман фон Хоенлое-Лангенбург (* 31 август 1832, Лангенбург; † 9 март 1913), щатхалтер в Елзас-Лотарингия, вторият син на княз Ернст I фон Хоенлое-Лангенбург (1794 − 1860) и съпругата му принцеса Феодора фон Лайнинген (1807 – 1872). Майка му е по-голяма полусестра на Кралица Виктория (упр. 1837 – 1901) и племенница на белгийския крал Леополд I (упр. 1831 – 1865). Те имат децата:
- Ернст II Вилхелм Фридрих Карл Максимилиан фон Хоенлое-Лангенбург (* 13 септември 1863, Лангенбург; † 11 декември 1950, Лангенбург), 1900 – 1905 г. регент на Саксония-Кобург и Гота, на 9 март 1913 г. 7. княз на Хоенлое-Лангенбург, женен на 20 април 1896 г. в Кобург за принцеса Александра Сакскобургготска (* 1 септември 1878; † 16 април 1942), дъщеря на херцога на Единбург Алфред и Мария Александровна
- Елиза Виктория Феодора София Аделхайд (* 4 септември 1864, Лангенбург; † 18 март 1929, Гера), омъжена на 11 ноември 1884 г. в Лангенбург за княз Хайнрих XXVII Ройс-Шлайц-младата линия (* 10 ноември 1858; † 21 ноември 1928), син на княз Хайнрих XIV, Ройс млада линия, и принцеса Агнес фон Вюртемберг
- Феодора Виктория Алберта (* 23 юли 1866, Лангенбург; † 1 ноември 1932, Валдлайнинген), омъжена на 12 юли 1894 г. в Лангенбург за княз Емих Едуард Карл фон Лайнинген (* 18 януари 1866; † 18 юли 1939), син на княз Ернст фон Лайнинген и принцеса Мария Амалия фон Баден.